# Odes Bajsultanov
Odes Khasajevitj Bajsultanov ((russisk):Одес Хасаевич Байсултанов, født 17. januar 1965 i Belerotsje i Tjetjenien) er en tjetjensk politiker. Han har siden 2007 været den tjetjenske delrepubliks statsminister.
Basjultanov har en eksamen fra Grosnyj statsuniversitet fra 1994. 
Basjultanov er fætter til præsident Ramsan Kadyrov og job, og stillinger i den russiske stat siden 2003.